# 裴叔業
裴 叔業（はい しゅくぎょう、438年 - 500年）は、中国の南北朝時代の軍人。本貫は河東郡聞喜県。裴潜の弟の裴徽の末裔にあたる。

## 経歴
裴順宗の子として生まれた。若くして弓射や乗馬を得意とし、武才があった。南朝宋の元徽末年、累進して羽林監となり、蕭道成の下で驃騎参軍をつとめた。建元元年（479年）、斉が建国されると、叔業は屯騎校尉に任じられた。北魏の軍が司州と豫州に進攻してくると、叔業は軍主として迎撃にあたった。建元2年（480年）、成都に皇子を派遣して益梁南秦三州刺史に任じ、巴蜀の地を統治させるよう上書した。寧朔将軍の号を受けた。永明4年（486年）、右軍将軍の号を受け、東中郎諮議参軍となった。
永明5年（487年）、西昌侯蕭鸞が豫州刺史となると、叔業はその下で右軍司馬となり、建威将軍・軍主の位を加えられ、陳留郡太守を兼ねた。永明7年（489年）、王敬則の下で征西司馬となった。永明8年（490年）、王敬則が驃騎大将軍となると、叔業は驃騎司馬に転じた。永明9年（491年）、寧蛮長史・広平郡太守となった。永明11年（493年）、部下を率いて襄陽の城内で起兵し、雍州刺史の王奐（王份の兄）を殺害した。武帝は叔業の才能を認めて、晋安王蕭子懋の下につけて征北諮議・領中兵・扶風郡太守に任じた。隆昌元年（494年）、晋熙王蕭銶の下で冠軍司馬となった。同年（延興元年）、寧朔将軍の号を加えられた。叔業は宣城公蕭鸞と親しく、蕭鸞が輔政の座につくと、叔業を腹心として信任した。
建武2年（495年）、北魏の軍が徐州を包囲すると、叔業は軍主として蕭坦之の下に属して徐州の救援にあたった。淮水の柵外に置かれた北魏の2城を攻撃して落とし、魏兵の多くを水死に追いこんだ。黄門侍郎に任じられ、武昌県伯に封じられた。持節・都督徐州諸軍事・冠軍将軍・徐州刺史となった。建武4年（497年）、北魏が沔北に進攻してくると、叔業は明帝（蕭鸞）の命を受けて雍州を救援した。都督豫州諸軍事・輔国将軍・豫州刺史に任じられた。
永泰元年（498年）、叔業は孫令終・劉思效・李僧護ら5万人を率いて北魏の南兗州の置かれた渦陽を包囲した。北魏の南兗州刺史の孟表が渦陽を守備して抗戦したため、叔業は魏兵の首級を高さ五丈まで積み上げて城内に見せつけた。叔業は軍主の蕭璝・成宝真を分遣して竜亢（北魏の馬頭郡）を攻撃させた。北魏の広陵王元羽が2万人を率いて竜亢の援軍にかけつけると、叔業も3万人あまりを率いて蕭璝らを助け、魏軍を撃破した。敗走する元羽を追撃し、魏軍の後詰めとしてやってきた劉藻・高聡らを迎撃してまた撃破した。北魏の孝文帝は元羽の敗北を聞くと、王奐の子の王粛や楊大眼らに18万の兵を与えて渦陽を救援させた。叔業は敵の多勢をおそれて、夜間に撤退を開始した。翌日、斉軍は大敗を喫して、魏軍の追撃を受け、殺傷される者は数え切れないほどであった。日暮れになってようやく追撃はやみ、叔業は渦口まで退いて守った。明帝が崩御すると、叔業は寿春に帰還した。蕭宝巻が即位すると、建康では政変が多発し、大臣たちが多く殺害された。叔業は寿春城にあって情勢を観望した。永元元年（499年）、都督南兗兗徐青冀五州諸軍事・南兗州刺史に転じた。徐世檦らは叔業が反乱を起こすとにらんで、南兗州への赴任を中止させた。叔業は子の裴芬之らを人質として建康に送った。
永元2年（500年）、冠軍将軍の号を受けた。建康において叔業の反乱を噂する者が絶えず、裴芬之は恐れて寿春に逃げ帰ってきた。蕭宝巻は叔業に対する討伐を命じ、護軍将軍の崔慧景や豫州刺史の蕭懿らを派遣して、軍を小峴に駐屯させた。ときに叔業は病床にあり、裴植を洛陽に派遣して北魏の救援を求めさせた。さらに裴芬之を人質として北魏に送った。叔業はまもなく死去した。享年は63。

## 子女
- 裴蒨之（字は文聡、南朝斉の明帝に仕えて隨郡王左常侍、早逝した）
- 裴芬之（字は文馥、南朝斉の明帝に仕えて羽林監、北魏に入って輔国将軍・東秦州刺史、征虜将軍・太中大夫、後将軍・岐州刺史、莫折念生に殺害された）
- 裴蘭之（早逝）
- 裴英之（早逝）
- 裴藹之（字は幼重、北魏の平東将軍・安広汝陽二郡太守）

## 伝記資料
- 『南斉書』巻51 列伝第32
- 『魏書』巻71 列伝第59
- 『北史』巻45 列伝第33